# تیم ملی فوتبال جوانان آلمان
این مقاله شامل تیم‌های ملی فوتبال آلمان در ردهٔ سنی زیر ۱۹، زیر ۱۸، زیر ۱۷، زیر ۱۶ و زیر ۱۵ است.

## رکورد ها

### جام جهانی فوتبال زیر ۱۷ سال
- نایب قهرمانی (۱۹۸۵۱)
- مقام سومی (۲۰۰۷, ۲۰۱۱)
- مقام چهارمی (۱۹۹۷)
- توپ طلا (تونی کروس, ۲۰۰۷)
- قهرمانی جهان (۲۰۲۳)[۱]

### مسابقات فوتبال زیر ۱۹ سال اروپا
- قهرمان (۱۹۶۵۲, ۱۹۷۰۲, ۱۹۸۱۱, ۱۹۸۶۲, ۲۰۰۸, ۲۰۱۴)
- نایب قهرمان (۱۹۵۴۱, ۱۹۶۹۲, ۱۹۷۲۱, ۱۹۷۳۲, ۱۹۹۴, ۱۹۹۸, ۲۰۰۲)

### مسابقات فوتبال زیر ۱۷ سال اروپا
- قهرمان (۱۹۸۴۱, ۱۹۹۲, ۲۰۰۹)
- نایب قهرمان (۱۹۸۲۱, ۱۹۸۹۲, ۱۹۹۱, ۲۰۱۱, ۲۰۱۲)
- مقام سومی (۱۹۸۸۲, ۱۹۹۵, ۱۹۹۷, ۱۹۹۹)
- مقام چهارمی (۱۹۸۵۲, ۱۹۸۶۲, ۱۹۸۸۱, ۲۰۰۶)
- مسابقات فوتبال زیر ۱۷ سال جهان
- قهرمان جهان (۲۰۲۳)[۱]

## افتخارات

### جام جهانی فوتبال زیر ۱۷ سال
فردی
- توپ طلا: تونی کروس (۲۰۰۷)
- کفش طلا: مارسیل فیتزیک (۱۹۸۵)

تیمی
- جایزه بازی جوانمردانه فیفا: ۱۹۸۵
- قهرمانی در جام جهانی زیر ۱۷ سال: ۲۰۲۳

### مسابقات فوتبال زیر ۱۹ سال اروپا
فردی
- بازیکن طلایی: لارس بندر (۲۰۰۸), سون بندر (۲۰۰۸), دیوی زلکه (۲۰۱۴)
- بهترین گلر: علی بن هتیرا (۲۰۰۷), دیوی زلکه (۲۰۱۴)

### مسابقات فوتبال زیر ۱۷ سال اروپا
فردی
- بازیکن طلایی: تونی کروس (۲۰۰۶), ماریو گوتسه (۲۰۰۸), مکس مایر (۲۰۱۲)
- بهترین گلزن: مانوئل فیشر (۲۰۰۶), تونی کروس (۲۰۰۷), لئنارت دی (۲۰۰۹), صمد یشیل (۲۰۱۱), مکس مایر (۲۰۱۲)

## جستار های وابسته
- تیم ملی فوتبال آلمان
- تیم ملی فوتبال زیر ۲۱ سال آلمان
- جام جهانی فوتبال زیر ۲۰ سال
- جام جهانی فوتبال زیر ۱۷ سال

### نکته
۱ = از آلمان غربی
۲ = از جمهوری دمکراتیک آلمان